# 국화장

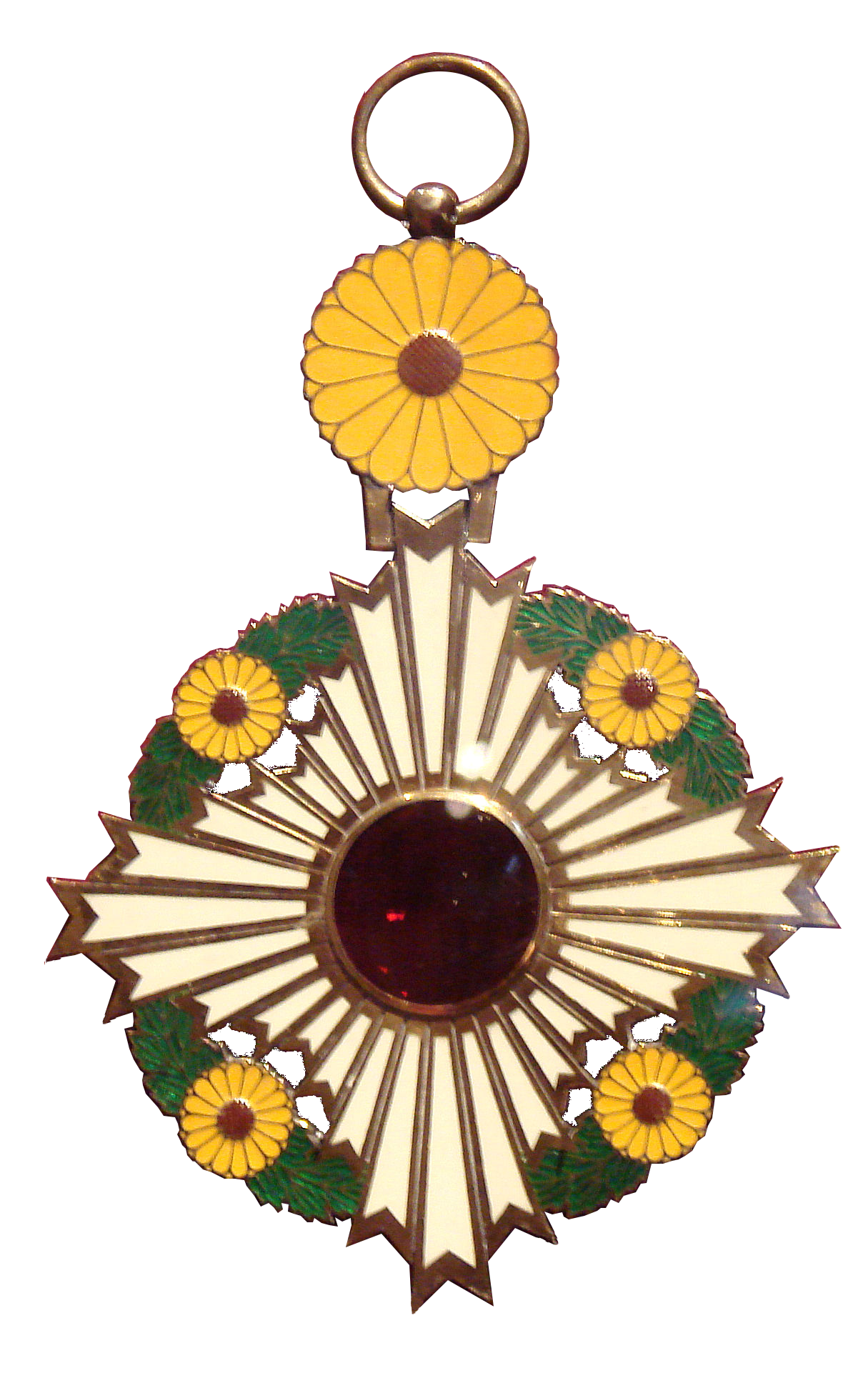
대훈위국화대수장

국화장(일본어: 菊花章 깃카쇼[*], 영어: Order of the Chrysanthemum)은 일본 메이지 시대 이후 영전제도에 있어 최고위 훈장이다. 대훈위국화장경식(大勲位菊花章頸飾)과 대훈위국화대수장(大勲位菊花大綬章)의 2종이 있다. 2003년(헤이세이 15년) 11월 3일 영전제도의 개정 이후 정장(正章, 경식과 대수장)과 부장(副章)의 형태가 되었다. 부장은 구 제도에서 대훈위의 범주에 독립해 존재하는 대훈위국화장이었지만, 실제로는 경식과 대수장의 부장으로서 운용되어 단독으로 수여된 예는 없었다. 과거에는 대훈위의 훈등과 국화대수장, 국화장경식의 훈장으로 구분되어 수여되었지만 현재는 대훈위국화대수장이라는 단일 명칭으로 수여되고 있다.

## 대훈위국화장경식
일본의 훈장 가운데 최고 훈장으로 1888년(메이지 21년)에 제정되었다. 대훈위국화대수장을 수장한 자가 아니면 수장할 수 없다. 황족의 수장자가 많으나 황족 이외로는 공적이 있는 총리대신 등에게 수여되었다. 패용할 때는 목에 걸어 착용한다.

## 대훈위국화대수장
대훈위국화장경식 다음으로 고위의 훈장으로 1876년(메이지 9년)에 제정되었다. 황족이나 총리대신의 수장자가 많으며 친왕(親王) 이상의 남자는 무조건 수장되었다. 현재 욱일대수장 또는 서보대수장이 수여되어야 할 공로보다 뛰어난 공로가 있는 사람에게 수여되고 있다.

## 같이 보기
- 무궁화대훈장
- 가터 훈장
- 독일연방공화국 공로장
- 오스트리아 공화국 공로명예장
- 스뱌토고안드레이 훈장
- 황금양모 기사단
- 이탈리아 공화국 공로장